# جایزه فیلم ماینیچی برای بهترین بازیگر نقش مکمل زن
جایزه فیلم ماینیچی برای بهترین بازیگر نقش مکمل زن (انگلیسی: Mainichi Film Award for Best Supporting Actress) یک جایزه فیلم است که در جایزه فیلم ماینیچی اعطا می‌شود.